# Festuca pohleana
Festuca pohleana är en gräsart som beskrevs av Evgenii Borisovich Alexeev. Festuca pohleana ingår i släktet svinglar, och familjen gräs. Inga underarter finns listade i Catalogue of Life.